# Римше
Римше (лит. Rimšė) — местечко на востоке Литвы, в 12 км  от Висагинаса.
Центр Римшесского староства. 
Связано шоссе с городами Висагинас, Дукштас и Игналина.
Есть начальная школа, почта, медицинский пункт, автомобильная разборка, деревянный костёл, построенный в 1803 году.

## История
До 1939 года входил в Браславский повет в составе Польши.

## Население
В местечке проживает 184 человка (2021 год).
| Численность населения | Численность населения | Численность населения | Численность населения | Численность населения | Численность населения | Численность населения | Численность населения | Численность населения |
| 1767                  | 1897                  | 1959                  | 1970                  | 1979                  | 1989                  | 2001                  | 2011                  | 2021                  |
| --------------------- | --------------------- | --------------------- | --------------------- | --------------------- | --------------------- | --------------------- | --------------------- | --------------------- |
| 50                    | ↗108                  | ↗202                  | ↘172                  | ↗219                  | ↗312                  | ↘274                  | ↘208                  | ↘184                  |